# Chiriqui-Taschenratte
Die Chiriqui-Taschenratte (Orthogeomys cavator) ist ein recht großes Nagetier in der Familie der Taschenratten, das in Mittelamerika verbreitet ist. Die Art bildet mit sechs anderen Arten die Untergattung Macrogeomys innerhalb der Riesentaschenratten.

## Merkmale
Erwachsene Exemplare sind ohne Schwanz 210 bis 268 mm lang, die Schwanzlänge beträgt 100 bis 118 mm und das Gewicht liegt bei 470 bis 908 g. Es sind 46 bis 53 mm lange Hinterfüße und 6 bis 12 mm lange Ohren vorhanden. Das dichte und leicht borstige Fell hat oberseits eine schwarzbraune Farbe, während die Unterseite von graubraunem Fell bedeckt ist. Die teilweise im gleichen Gebiet lebende Irazu-Taschenratte (Orthogeomys heterodus) hat mehr graues Fell und manchmal weiße Punkte auf dem Kopf.

## Verbreitung und Lebensweise
Dieses Nagetier lebt in den zentralen Bereichen des südlichen Costa Rica und im westlichen Panama. Es hält sich im Flachland und in Gebirgen auf, die allgemein bis 2400 Meter hoch sind. Selten werden 3200 Meter Höhe erreicht. Die Exemplare sind aus Wäldern, Rodungsflächen und Plantage bekannt. Die Art gilt als Schädling auf Anbauflächen für Reis, Bananen und Maniok.

## Gefährdung
Die Bekämpfung mit Fallen und Giftködern wirkt sich nicht negativ auf den Bestand aus. Die Gesamtpopulation nimmt zu. Die IUCN listet die Chiriqui-Taschenratte als nicht gefährdet (least concern).